# Білий комірець (телесеріал)
«Білий комірець» (англ. White Collar) — американський детективний телесеріал телеканалу USA Network, прем'єра якого відбулася 23 жовтня 2009 року.
Телесеріал «Білий комірець» — набір історій різних аферистів: фінансових махінаторів, шахраїв, що займаються крадіжками і підробкою шедеврів живопису… Ці злочинці ніколи не загрожують життю мирних громадян, ніколи не йдуть на «мокруху», їх покликання — обманювати, а тому вони артистичні, чарівні, розумні і добре освічені.
Перекладом телесеріалу в Україні займалася група адаптації телепродукту «1+1 продакшн».
20 березня 2014 року USA Network продовжив серіал на шестисерійний шостий та останній сезон, прем'єра якого відбулася 6 листопада 2014 року.

## Створення
«Білий комірець» знятий в найкращих традиціях детективів «Спіймай мене, якщо зможеш» з Леонардо Ді Капріо і «Афера Томаса Крауна» з Пірсом Броснаном, а за кількістю стильних костюмів може претендувати на звання «чоловічого варіанту» «Сексу у великому місті».
Головного героя серіалу «Білий комірець», чарівного афериста Ніла Кеффрі, грає блакитноокий брюнет Меттью Бомер, який був названий журналом People «найсексуальнішою висхідною зіркою» 2011 року. У ролі його напарника агента ФБР Пітера Берка постав Тім ДіКей — актор, який більше зайнятий продюсуванням і режисурою. Прототипом його був агент Джо Шей, який зловив і врятував Френка Абігнейла, висококваліфікованого спеціаліста по шахрайству, якого 6 років ловило ФБР. Дружину агента Берка зіграла зірка молодіжної мильної опери «Беверлі-Гіллз, 90210» Тіффані Тіссен. Приятеля Кеффрі, шахрая з видатними здібностями і неповторним почуттям гумору на прізвисько Моззі, блискуче зіграв Віллі Гарсон, добре знайомий глядачам за серіалом «Сексу у великому місті», де актор виконав роль найкращого друга Керрі Бредшоу Стенфорда Блетча, гея-аристократа, який володіє агентством по роботі з талантами.

## Сюжет
Слоган: Нехай розпочнеться гра.Оригінальний текст (англ.)
Taglines: Let the games begin.

### 1 сезон
Спецпідрозділ ФБР займається розслідуванням злочинів, скоєних «білими комірцями»: фінансові махінації, крадіжки, підробки… Ловлею злочинців займаються агент ФБР Пітер Берк і випущений на поруки талановитий і чарівний шахрай Ніл Кеффрі…. Кілька років Ніл і Пітер грали в кішки-мишки. Кеффрі бігав від поліції, а Пітер кожного разу його ловив. Востаннє Ніл втік з в'язниці за 4 місяці до звільнення, щоб знайти свою кохану дівчину Кейт. Щоб у черговий раз не загриміти за ґрати, Кеффрі пропонує Берку угоду: він буде використовувати свій кримінальний талант тільки в рамках закону, тобто стане допомагати ФБРівцям в затриманні невловимих зловмисників. Ніл отримує спеціальний браслет, який відстежує його місце знаходження, і обіцяє використовувати свій талант, тільки для упіймання злочинців. З відданого роботі агента і геніального шахрая, вийшла просто ідеальна команда, ґрунтуючись на знаннях про злочинний світ одного і величезний досвід іншого, вони з легкістю розкривають навіть найзагадковіші злочини. Однак допомагаючи ФБР, Ніл не залишає свою головну мету, він хоче відшукати свою кохану і визволити її з біди.

### 2 сезон
Після вибуху літака, пригнічений і розбитий звісткою про смерть своєї коханої Ніл, у добавок до всього знову потрапляє у в'язницю за спробу втечі і порушення договору з ФБР. Пітер так само опинився в не простій ситуації, йому не можуть пробачити провалу завершального етапу операції, проте Берк все ж знаходить можливість повернути Ніла в свою команду.
Через два місяці Ніл знову працює разом з Пітером і іншими агентами, однак Пітер і Моззі розуміють, що талановитий шахрай, а тепер борець із злочинцями не може забути про смерть Кейт, він звинувачує себе в цьому і шукає спосіб помститися. Йому необхідно встановити місцезнаходження музичної скриньки, в якій прихована інформація, необхідна для подальшого розслідування. Кеффрі підозрює про те, що Пітер веде самостійне розслідування вибуху літака, не відволікаючи Ніла від його прямих обов'язків. Моззі ретельно обстеживши місце вибуху прийшов до висновку про те, що літак повинен був бути підірваний у повітрі, проте події стали розвиватися не за сценарієм і вибух відбувся на землі.

### 3 сезон

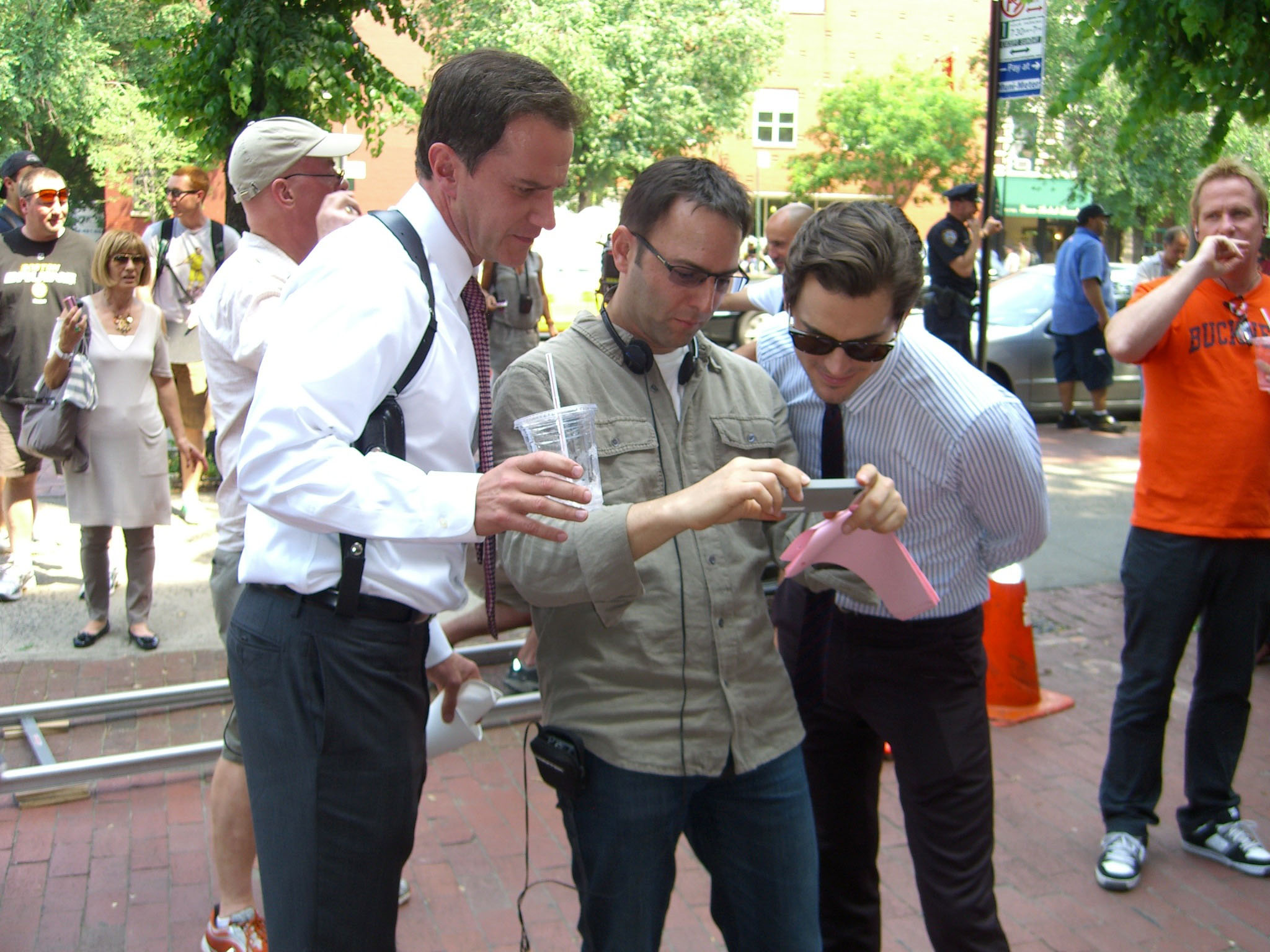
Меттью Бомер та Тім ДіКей на зніманні 3 сезону (7 червня 2011 року)

Після завершення операції на підводному човні у Пітера залишається маса питань до свого напарника Кеффрі, він підозрює, що талановитий авантюрист і шахрай за допомогою Моззі все ж зумів викрасти скарби, до того як підводний човен затонув. В руки Пітеру, завдяки Діані, потрапляє список зниклих картин і тепер агенти ФБР відразу дізнаються про їх продаж, якщо така відбудеться. Несподівано для всіх з'являється новий талановитий аферист і шахрай, який зазіхає на лаври Кеффрі і проводить цілу серію пограбувань. Агенти ФБР і Ніл витрачають всі сили на пошуки злочинця. В Манхеттен повертається один старий мафіозі, якого давним-давно знав Моззі, це буквально підриває злочинний світ міста. Якщо не постаратися швидко усунути мафіозі, то в місті може початися справжня війна, між бандами. Моззі в перший раз в житті змушений звернутися за допомогою до влади, він розуміє, що військові дії можуть принести багато шкоди городянам. Ніл і Пітер беруться допомогти своєму другові й колезі і задумують хитромудру аферу для упіймання гангстера. Тим часом Пітер стикається з неприємностями особистого характеру, злочинець вирішив використовувати його дружину як метод впливу на ФБР і реалізації своїх хитромудрих задумів.

### 4 сезон
Кеффрі після всього скоєного остаточно втратив цінність в очах керівництва ФБР, було віддано спеціальне розпорядження знайти його і доставити в Нью-Йорк в будь-якому вигляді, агент Коллінз вирушив виконувати наказ. Пітер переживає за нього, він розуміє, що Ніл може випадково отримати кулю в лоб, за начебто опір при арешті. Незабаром Пітер, Ніл і Моззі отримують чудову можливість відновитися на своїй колишній роботі і відбілити свої імена. Вони вийшли на слід злочинця, який входить в список особливо розшукуваних ФБР, якщо їм вдасться його зловити, то Пітера поновлять на посаді, а Ніл і Моззі будуть і далі співпрацювати з бюро, при цьому залишаючись на свободі. Після ретельно проведеної операції, Пітеру доведеться зіткнутися зі своїм давнім суперником, злочинним генієм Девідом Куком, за яким агент Берк ганяється з того моменту, як став працювати в ФБР, тільки зараз за допомогою Ніла і Моззі у нього з'явився шанс поквитатися з давнім супротивником і вивести його зі злочинної гри, хоча б на деякий час.

### 5 сезон
Пітера Берка чекають важкі часи. Він опинився за ґратами і йому було пред'явлено звинувачення у вбивстві сенатора Пратта. Його друг і колега Ніл Кеффрі, в компанії своїх найближчих помічників, постарається визволити Берка з в'язниці, інакше Пітеру загрожує чималий термін ув'язнення, а можливо і смертна кара. Події будуть розвиватися стрімко, проте міцна чоловіча дружба і віра у своїх колег допоможе Пітеру Берку подолати всі труднощі.

### 6 сезон
Пітер звертається за допомогою до Ребекки, щоб вона допомогла відшукати Ніла. Тим часом Ніл знаходиться в полоні у Джима Бута. Джим змушує Ніла прийняти його умови, тоді він залишиться в живих. Якщо ж Кеффрі відмовиться, то його просто зіштовхнуть в шахту ліфта. Джимі Бут збирається приєднатися до групи злодіїв «Рожеві пантери». Для здійснення задуманого йому необхідний діамант, який знаходиться в руках у ФБР. Ніл не збирається приймати умови гри Бута, він вирішує запропонувати свій варіант. Тим часом Келлер повертається в місто.

## В ролях

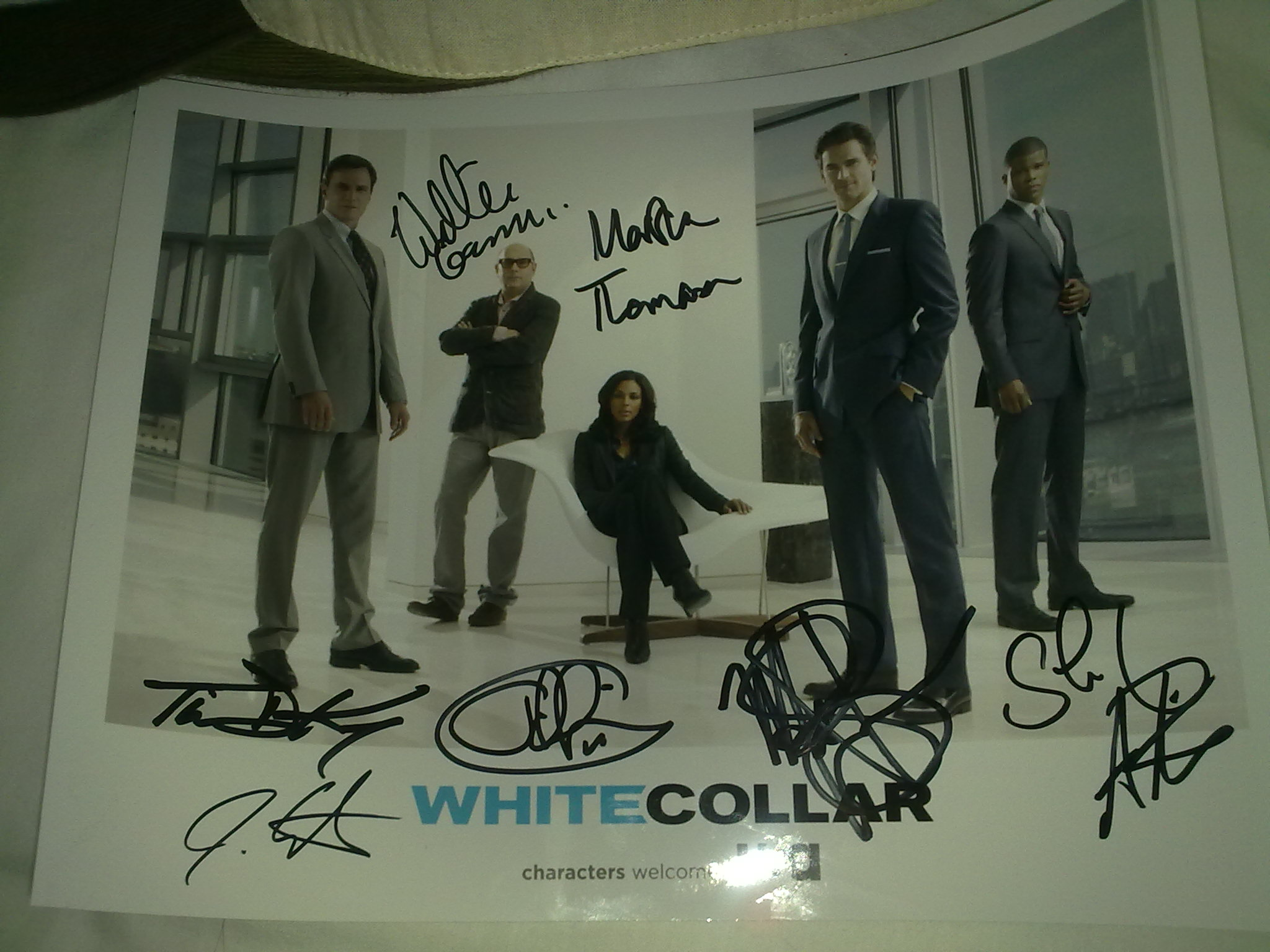
Автографи зірок телесеріалу «Білий комірець»

### Головні персонажі

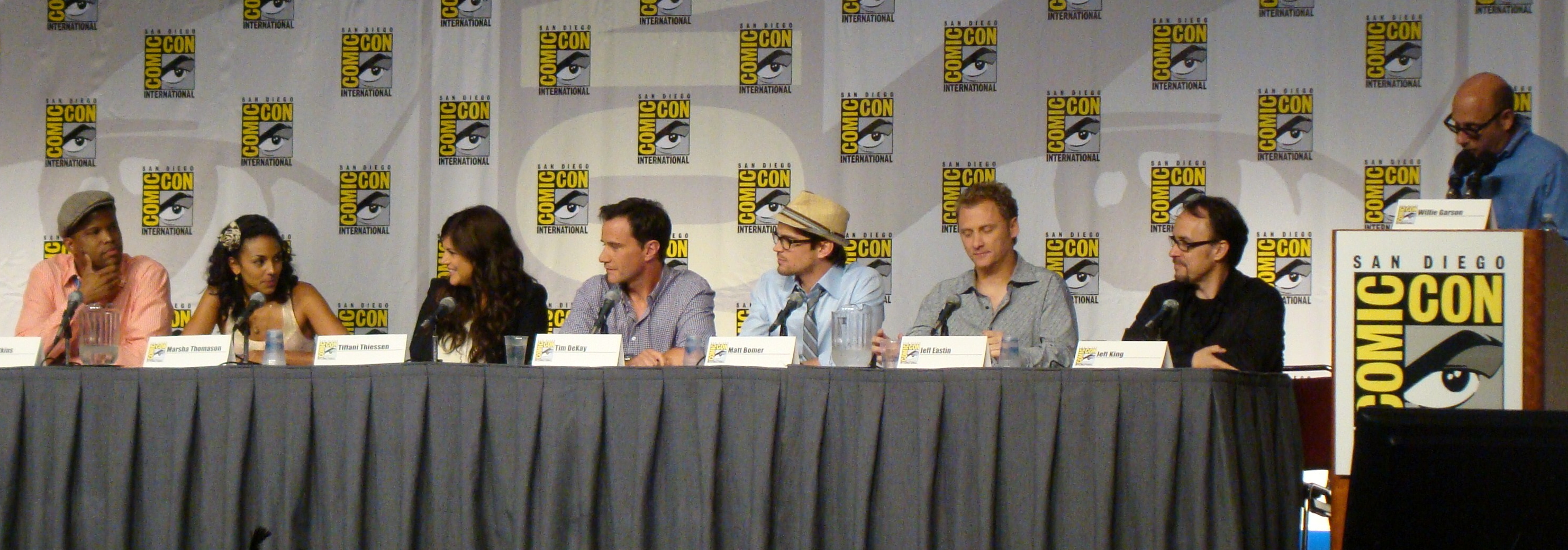
Зліва направо: Шаріф Аткінс (Клінтон Джонс), Марша Томасон (Діана Берріган), Тіффані-Амбер Тіссен (Елізабет Берк), Тім ДіКей (Пітер Берк), Меттью Бомер (Ніл Кеффрі), Джефф Айстін (виконавчий продюсер), Джефф Кінг (виконавчий продюсер), Віллі Гарсон (Моззі)

- Ніл Кеффрі (Меттью Бомер) — злодій, аферист та шахрай, що працює на ФБР. Був ув'язненим на 4 роки, проте втік на 4 місяці раніше, щоб побачитися зі своєю дівчиною Кейт Моро. Був знову схоплений, але допоміг розкрити один злочин іншого шахрая, і тому був умовно звільнений і найнятий на посаду консультанта по справах «білих комірців». Тепер Ніл повинен переступити межу між своєю новою роллю консультанта ФБР і своїм колишнім життям кримінального генія. Галантний, розумний і хитрий. Прекрасно розбирається в історії і предметах мистецтва, хоча не має вищої освіти[10].
- Пітер Берк (Тім ДіКей) — спеціальний агент ФБР, з 5-го сезону начальник відділу ФБР, напарник Ніла. Саме він посадив його у в'язницю на 4 роки. Бачачи, що Ніл хоче виправитися, вмовив начальство найняти його на посаду консультанта. Найкращий друг Ніла, і тому саме Пітеру він довіряє найбільше, хоча схильний не розповідати йому всі свої секрети. Моззі дав йому кличку «Краватка»[11].
- Елізабет Берк (Тіффані-Амбер Тіссен) — красива і непохитна дружина Пітера, організатор урочистих свят. Добре ставиться до Ніла і часто має про нього кращу думку, ніж Пітер. Моззі дав їй прізвисько «Місіс Краватка»[12].
- Моззі (Віллі Гарсон) — друг Ніла, злодій і шахрай, в дитинстві був вундеркіндом, тепер просто геній[13].
- Діана Берріган (Марша Томасон) — спеціальний агент ФБР.
- Клінтон Джонс (Шаріф Аткінс) — спеціальний агент ФБР.

### Другорядні персонажі
- Гіларі Бертон — Сара Елліс, страховий слідчий
- Даянн Керрол — Джун, власниця квартири Ніла
- Джеймс Ребгорн — Різ Г'юз, начальник відділу ФБР (з 1 по 4 сезон)
- Бріджет Ріган — Рейчел Тернер (експерт по стародавніх книгах) / Ребекка Лоу (наймана вбивця)
- Глорія Вотсіс — Алекс Гантер, шахрайка
- Росс МакКолл — Метью Келлер, шахрай
- Александра Даддаріо — Кейт, дівчина Ніла
- Тріт Вільямс — Джеймс Беннетт, батько Ніла
- Марк Шеппард — Кертіс Хаген, шахрай[14]

## Список епізодів
| Сезон | Кількість епізодів | Прем'єра сезону   | Прем'єра сезону                      | Фінал сезону      | Фінал сезону                         |
| Сезон | Кількість епізодів | Дата виходу у США | Кількість глядачів у США (мільйонів) | Дата виходу у США | Кількість глядачів у США (мільйонів) |
| ----- | ------------------ | ----------------- | ------------------------------------ | ----------------- | ------------------------------------ |
| 1     | 14                 | 23 жовтня 2009    | 5.40                                 | 9 березня 2010    | 4.04                                 |
| 2     | 16                 | 13 липня 2010     | 4.29                                 | 8 березня 2011    | 3.81                                 |
| 3     | 16                 | 7 червня 2011     | 3.90                                 | 28 лютого 2012    | 2.55                                 |
| 4     | 16                 | 10 липня 2012     | 3.21                                 | 5 березня 2013    | 2.36                                 |
| 5     | 13                 | 17 жовтня 2013    | 2.53                                 | 30 січня 2014     | 2.99                                 |
| 6     | 6                  | 6 листопада 2014  | 1.54                                 | 18 грудня 2014    | 1.86                                 |

| 1 сезон 1. Пілотна серія / Pilot 2. Нитки / Threads 3. Часослов в комірці / Book of Hours 4. Орел або решка / Flip of the Coin 5. Портрет / The Portrait 6. На все / All In 7. Вільне падіння / Free Fall 8. Нав'язування / Hard Sell 9. Погане правосуддя / Bad Judgment 10. Ознаки життя / Vital Signs 11. Вторгнення у дім / Home Invasion 12. Горлянка пляшки / Bottlenecked 13. Підставна особа / Front Man 14. Втеча / Out of the Box | 2 сезон 1. Висновок / Withdrawal 2. Потрібно знати / Need to Know 3. Наслідувач Кеффрі / Copycat Caffrey 4. За книгою / By the Book 5. Незакінчена справа / Unfinished Business 6. В червоному / In the Red 7. Дилема ув'язненого / Prisoner's Dilemma 8. Службовець фірми / Company Man 9. Пойнт Бленк / Point Blank 10. Сімка Берка / Burke's Seven 11. Кування облігацій / Forging Bonds 12. Випадок в Бірмі / What Happens in Burma 13. Відповідні заходи / Countermeasures 14. Здача / Payback 15. Сильна гра / Power Play 16. Поза радарами / Under the Radar | 3 сезон 1. Під ковпаком / On Guard 2. В пошуках заповіту / Where There's a Will 3. На межі / Deadline 4. Детройський стоматолог / Dentist of Detroit 5. Прихована загроза / Veiled Threat 6. Сухим з води / Scott Free 7. Вилучаючи кошти / Taking Account 8. Посилка з минулого / As You Were 9. В очікуванні бурі / On the Fence 10. Зворотний відлік / Countdown 11. Шах і мат / Checkmate 12. Історія верхнього Вест-сайда / Upper West Side Story 13. Сусідський нагляд / Neighborhood Watch 14. Натягуючи струни / Pulling Strings 15. Крадіжка з будинку / Stealing Home 16. Судний день / Judgment Day |

| 4 сезон 1. Розшукується / Wanted 2. Розшукується особливо небезпечний / Most Wanted 3. Зниження віддачі / Diminishing Returns 4. Прощальний постріл / Parting Shots 5. Честь шахрая / Honor Among Thieves 6. Криза особистості / Identity Crisis 7. Компрометуюче положення / Compromising Positions 8. Давня історія / Ancient History 9. Геть рукавички / Gloves Off 10. Особиста зацікавленість / Vested Interest 11. Сімейний бізнес / Family Business 12. Латунні кнопки / Brass Tacks 13. Імперське місто / Empire City 14. Дістати Місяць / Shoot the Moon 15. Оригінал / The Original 16. На вітрі / In the Wind | 5 сезон 1. За яку ціну / At What Price 2. З сковороди / Out of the Frying Pan 3. Один останній / One Last Stakeout 4. Контрольний пакет / Controlling Interest 5. Геніальний план / Master Plan 6. Криголам / Ice Breaker 7. Закриття Квантіко / Quantico Closure 8. Копати глибше / Digging Deeper 9. Недобра справа / No Good Deed 10. Живий потік / Live Feed 11. Постріл в серце / Shot Through the Heart 12. Підбиваючи підсумки / Taking Stock 13. Підміна діаманта / Diamond Exchange | 6 сезон 1. Позичений час / Borrowed Time 2. Повернути відправнику / Return to Sender 3. Неконтрольовані змінні / Uncontrolled Variables 4. Все чесно / All is Fair 5. Вбити крота / Whack a Mole 6. Прощайте / Au Revoir |

## Саундтрек
| #  | Назва                                        | Тривалість |
| -- | -------------------------------------------- | ---------- |
| 1. | «Jess Glick — Open your eyes»                | 3:08       |
| 2. | «Empire of the sun — We are the people»      | 4:27       |
| 3. | «Hugh Padgham — Turning my world all around» | 3:51       |

## Нагороди та номінації
Вибір народу
| Рік  | Категорія                                    | Результат |
| ---- | -------------------------------------------- | --------- |
| 2011 | Улюблена драма кабельного ТБ                 | Номінація |
| 2012 | Улюблена драма кабельного ТБ                 | Номінація |
| 2013 | Улюблена драма кабельного ТБ                 | Номінація |
| 2014 | Улюблена драма кабельного ТБ                 | Номінація |
| 2015 | Улюблена комедійна драма                     | Номінація |
| 2015 | Улюблений актор кабельного ТБ (Меттью Бомер) | Перемога  |

Casting Society of America
| Рік  | Категорія                                  | Результат |
| ---- | ------------------------------------------ | --------- |
| 2010 | Видатні досягнення — Пілотна серія — Драма | Номінація |

Image Awards
| Рік  | Категорія                                                            | Результат |
| ---- | -------------------------------------------------------------------- | --------- |
| 2012 | Найкраща актриса другого плану в драматичному серіалі (Даянн Керрол) | Номінація |
| 2014 | Найкраща актриса другого плану в драматичному серіалі (Даянн Керрол) | Номінація |

Молодий актор
| Рік  | Категорія                                                                    | Результат |
| ---- | ---------------------------------------------------------------------------- | --------- |
| 2012 | Найкраща роль в серіалі — запрошена зірка у віці 11-13 років (Ріган Мізрагі) | Номінація |

## Критика
Серіал, переважно, отримав позитивні відгуки від телевізійних критиків. Він отримав 79 балів зі 100 на сайті Metacritic.

### Відгуки у ЗМІ
Серіал отримав багато позитивних відгуків від найбільших газет та журналів США (Boston Globe, Los Angeles Times, Newsday, The Hollywood Reporter, New York Daily News та інші).
Boston Globe (90/100)
Тон розповіді легкий, живий, постійно переходить від комедії до гостросюжетної драми і назад. І ця хімія між головними героями … затишно і свіжо.

Метью ГілбертОригінальний текст (англ.)
The tone is effortless and agile, as it toggles from comedy to intrigue and back. The chemistry between the leads... comfortable and fresh

Matthew Gilbert
The Hollywood Reporter (75/100)
Це шоу наповнене розумними людьми, які здійснюють різноманітні вчинки, і навіть у передбачуваній історії з фальшивими облігаціями, у розвитку є цікаві похідні лінії, вони завжди на один крок випереджають очікування глядачів.

Ренді ДоунОригінальний текст (англ.)
This is a show packed with smart people who make things happen and, even when following a predictable forgery crime-one that shoots off into interesting side alleys-always are one step ahead of viewers' expectations. 

Randee Dawn
Chicago Tribune (75/100)
Найкраще в серіалі «Білий комірець» — це хімія, що виходить від ДіКея і Бомера; ДіКею особливо добре вдається зіграти роздратування Берка, яке у нього викликає здатність Кеффрі добиватися результату без особливих зусиль, дуже тонко й іронічно.

Морін РайанОригінальний текст (англ.)
The best thing about White Collar is DeKay and Bomer’s chemistry; DeKay in particular is able to wring subtle comedy from Burke’s irritation at Caffrey’s ability to get something for nothing. 

Maureen Ryan
Chicago Sun-Times (75/100)
… дотепні діалоги, жива музика, стильні костюми…

Пейдж ВайсерОригінальний текст (англ.)
...the dialogue is sharp, the music is snappy and the clothes are snazzy... 

Paige Wiser

## Показ в різних країнах світу
| Країна                   | Телеканал                                 |
| ------------------------ | ----------------------------------------- |
| Велика Британія          | Sky Living Alibi                          |
| Бразилія                 | FOX                                       |
| Мексика                  | Fox Latin America                         |
| Болгарія                 | bTV bTV Cinema                            |
| Канада                   | Bravo (англійською) Séries+ (французькою) |
| Німеччина                | RTL                                       |
| Угорщина                 | RTL II                                    |
| Японія                   | AXN Mystery Tokyo Broadcasting System     |
| Швеція                   | TV11                                      |
| Індія Бангладеш Пакистан | STAR World India                          |
| Португалія               | FOX TVI                                   |
| Італія                   | FOX Italia 1                              |
| Філіппіни                | FOX Philippines BEAM 31                   |
| Словаччина               | JOJ Plus                                  |
| Фінляндія                | MTV3                                      |
| Австралія                | One                                       |
| Нова Зеландія            | MediaWorks                                |
| Ізраїль                  | Yes                                       |
| Іспанія                  | Fox Cuatro Divinity                       |
| Франція                  | Série Club M6                             |
| Таїланд                  | Fox NOW                                   |
| Ямайка                   | TVJ                                       |
| Данія                    | TV 2 Zulu                                 |
| Індія                    | STAR World Premiere                       |
| Марокко                  | Medi 1 TV                                 |
| Литва                    | TV6                                       |
| США                      | USA Network                               |
| Бельгія                  | BeTV                                      |
| Сінгапур                 | Channel 5                                 |
| Греція                   | FX                                        |
| Україна                  | 2+2 УНІАН ТБ                              |